# Communiqué
Communiqué je druhým studiovým albem britské rockové skupiny Dire Straits, kterým se snažila rychle navázat na své debutové album. V USA získalo zlatou desku.

## O albu
Druhé album bylo natočeno v prosinci 1978 na Bahamách a vydáno posléze v době, kdy se teprve výrazně v žebříčcích prosadilo první album Dire Straits. Špatné načasování vydání alba Communiqué se projevilo i na singlu Lady Writer, který se v žebříčcích v Británii a USA dostal pouze na hranici první padesátky. Album, na němž vynikly hlavně písně ve volnějším tempu, zůstává do jisté míry opomíjené v historii kapely dodnes.
Kódové označení desky u firmy Vertigo bylo 9102 031.

## Seznam skladeb
1. Once Upon a Time in the West – 5:25
2. News – 4:14
3. Where Do You Think You're Going? – 3:49
4. Communiqué – 5:49
5. Lady Writer – 3:45
6. Angel of Mercy – 4:36
7. Portobello Belle – 4:29
8. Single-Handed Sailor – 4:42
9. Follow Me Home – 5:50

### Sestava
- Mark Knopfler – sólová kytara, hlavní zpěv, hudba, texty
- John Illsley – baskytara, zpěv
- David Knopfler – doprovodná kytara, zpěv
- Pick Withers – bicí
- Bob Bear: klávesy (host)